# 流れ星 (中島美嘉の曲)
「流れ星」（ながれぼし）は、中島美嘉の30枚目のシングル。2009年11月4日に発売された。

## 概要
- 「STARS」「WILL」「見えない星」「ORION」に続く5作目の、星をモチーフにした曲である。
- ミュージックビデオは、ハウスメイトとのブランデッドビデオということで、ハウスメイトのCMに出演しているモデル・杏が出演し、牧鉄馬が監督を手掛けた。「行こう、同じ未来へ。」という共通コンセプトのもとハウスメイトのCMと同時に制作された[1]。
- カップリング曲には、同年10月7日発売されたDAISHI DANCEのアルバム『Spectacle.』に収録された楽曲。

## 収録曲
1. 流れ星
  - 作詞：田中ユウスケ・クボケンジ／作曲・編曲：田中ユウスケ
  - ハウスメイトCMソング
2. Memory（feat.DAISHI DANCE）
  - 作詞：Lori Fine（COLDFEET）／作曲・編曲：DAISHI DANCE、Tomoharu Moriya
  - カネボウ化粧品「KATE」CMソング
3. 流れ星（Instrumental）
4. Memory（feat.DAISHI DANCE）（Instrumental）

## 収録アルバム
- STAR (#1,2)
- DEARS (#1)
- 〜Healing Collection〜 RELAXIN' (#2)